# Liste des ducs de Sandomierz

Blason du duché de Sandomierz.

Le duché de Sandomierz en Pologne est fondé à la mort de Boleslas III Bouche-Torse en 1138, au cours de la succession de ses fils, membres de la maison Piast. Le quatrième fils survivant, Henri est nommé premier duc de Sandomierz, régnant sur la partie nord-est de la Petite-Pologne, au-délà du duché de Cracovie, et résidant au château de Sandomir.
À la suite de la réunification des territoires polonais sous le règne du roi Ladislas Ier le Bref, en 1320, le duché est intégré au royaume sous forme de voïvodie.

## Ducs de Sandomierz
- 1146-1166 : Henri de Sandomierz (Henryk Sandomierski), fils de Boleslas III le Bouche-Torse), meurt  sans postérité
- 1166-1173 : Boleslas IV le Frisé (Bolesław IV Kędzierzawy), senior à partir de 1146, duc de Poméranie, duc de Mazovie à partir de 1138, duc de Cujavie à partir de 1146)
- 1173-1194 : Casimir II le Juste (Kazimierz II Sprawiedliwy), duc de Wiślica (1166-1173), duc de Cracovie à partir de 1177, duc de Mazovie et de Cujavie à partir de 1186
- 1194-1227 : Lech le Blanc (Leszek Biały), duc de Cracovie (1194-1198, 1202-1210, et à partir de 1211), duc de Mazovie (1194-1200), duc de Cujavie (1199-1200)
- 1194-1200 : Conrad Ier de Mazovie (Konrad I Mazowiecki), partage le pouvoir avec son frère Lech le Blanc, ensuite devient duc de Mazovie et de Cujavie (1200-1247), duc de Cracovie (1229-1231, 1241-1243
- 1194-1200 : Hélène, la mère de Lech le Blanc et Conrad Ier de Mazovie assure la régence
- 1227-1279 : Boleslas V le Pudique (Bolesław V Wstydliwy), duc de Cracovie de 1243 à 1279), sous la protection de Ladislas III aux Jambes Grêles (1227-1229), de Conrad Ier de Mazovie (1229-1232), d’Henri Ier le Barbu (1232-1238), d’Henri II le Pieux (1238-1239)
- 1229-1232 : Boleslas Ier de Mazovie (Bolesław I Mazowiecki), s’approprie un morceau du duché avant d’être chassé
- 1279-1288 : Lech II le Noir (Leszek II Czarny), duc de Sieradz à partir de 1261, duc d’Inowrocław de 1273 à 1278, duc de Cracovie à partir de 1279
- 1288-1289 : Boleslas II de Mazovie (Bolesław II Mazowiecki), duc de Płock à partir de 1275, duc de Mazovie à partir de 1294
- 1289 : Conrad II de Czersk (Konrad II Czerski), duc de Mazovie à partir de 1262
- 1289-1292 : Ladislas Ier le Bref (Władysław I Łokietek), duc de Brześć à partir de 1267, duc de Sieradz à partir de 1288
- 1292-1304 : Venceslas II de Bohême (Wacław II), duc de Cracovie à partir de 1291, duc de Cujavie, de Grande-Pologne et de Poméranie à partir de 1299, roi de Pologne à partir de 1300
- 1304-1333 : Ladislas Ier le Bref (Władysław I Łokietek), duc de Cracovie à partir de 1305, duc de Cujavie à partir de 1306, duc de Poméranie (1306-1309), duc de Grande-Pologne à partir de 1314, roi de Pologne à partir de 1320

## Mise en garde
De nombreuses dates sont approximatives.